# Beccariella azou
Beccariella azou är en tvåhjärtbladig växtart som först beskrevs av Pieter van Royen, och fick sitt nu gällande namn av André Aubréville. Beccariella azou ingår i släktet Beccariella och familjen Sapotaceae. Inga underarter finns listade i Catalogue of Life.